# Liste des membres de l'Académie royale des arts du Canada
 (août 2020).
Si vous disposez d'ouvrages ou d'articles de référence ou si vous connaissez des sites web de qualité traitant du thème abordé ici, merci de compléter l'article en donnant les références utiles à sa vérifiabilité et en les liant à la section « Notes et références ».
Cette liste présente les membres de l'Académie royale des arts du Canada par ordre alphabétique. L'année indique l'année de naissance.
- Haut – A
- B
- C
- D
- E
- F
- G
- H
- I
- J
- K
- L
- M
- N
- O
- P
- Q
- R
- S
- T
- U
- V
- W
- X
- Y
- Z

## A
- Debbie Adams RCA, Designer graphique (1955)
- Rose Adams RCA, Artiste en techniques mixtes (1958)
- Gerald Adamson RCA, Designer industriel (1937)
- Gordon Sinclair Adamson RCA, Architecte (1904)
- Gordon Adaskin RCA, Peintre (1931)
- Christopher Adeney RCA, Peintre (1929)
- Raymond Tait Affleck RCA, Architecte (1922)
- Suezan Aikins RCA, Graveur (1952)
- Paavo Airola RCA, Peintre (1915)
- Beth Alber RCA, Artiste du métal (1942)
- Eric Aldwinkle RCA, Designer graphique (1909)
- Charles Alexander RCA, Peintre (1864)
- John Martin Alfsen RCA, Peintre (1902)
- Ralph Allen RCA, Graveur (1926)
- Walter Seymour Allward RCA, Sculpteur (1876)
- Hugh Lachlan Allward RCA, Architecte (1899)
- Paul Almond RCA, Cinématographe (1931)
- Robert Amos RCA, Illustrateur (1950)
- Jackie Anderson RCA, Artiste du métal (1953)
- Stephen James Andrews RCA, Peintre (1922)
- Ernest Annau RCA, Architecte (1931)
- Paul Arato RCA, Designer industriel (1938)
- Madeleine Arbour RCA, Designer d'intérieur (1912)
- George Franklin Arbuckle RCA, Peintre (1909)
- Denys Arcand RCA, Cinématographe (1941)
- Louis de Gonzaque Pascal Archambault RCA, Sculpteur (1915)
- Richard B. Archambault RCA, Architecte (1931)
- Herbert J. Ariss RCA, Peintre (1918)
- Margot Ariss RCA, Céramiste (1929)
- Geoffrey Armstrong RCA, Peintre (1928)
- Ray Arnatt RCA, Sculpteur (1934)
- Paul Arthur RCA, Designer graphique (1924)
- Stuart Ash RCA, Designer graphique (1942)
- Kenojuak Ashevak RCA, Graveur (1927)
- Pitseolak Ashoona RCA, Graveur (1904)
- Mayureak Ashoona RCA, Sculpteur (1946)
- Kiawak Ashoona RCA, Sculpteur (1933)
- Barbara Astman RCA, Photographe (1950)
- Gordon Atkins RCA, Architecte (1937)
- Eric Atkinson RCA, Peintre (1928)
- William Edwin Atkinson RCA, Peintre (1862)
- Irene Tiktaalaq Avaalaaqiaq RCA, Artiste en textiles (1941)
- Joe Average RCA, Peintre (1957)

## B
- Bogue B. Babicki RCA, Ingénieur (1924)
- Frédéric H. Back RCA, Designer graphique (1924)
- Robert Richard Baigent RCA, Peintre (1830)
- Charles P. Baillargé RCA, Architecte (1826)
- Ronald A. Baird RCA, Sculpteur (1940)
- George Baird RCA, Architecte (1939)
- J. Joost Bakker RCA, Architecte (1945)
- James Balfour RCA, Architecte (1852)
- Douglas C. Ball RCA, Designer industriel (1935)
- John Ballantyne RCA, Peintre (1944)
- George Banz RCA, Architecte (1928)
- André Barbeau RCA, Architecte (1920)
- Marcel Barbeau RCA, Peintre (1925)
- E. Conyers Barker RCA, Peintre (1909)
- Mary Anne Barkhouse RCA, Sculpteur (1961)
- Archibald George Barnes RCA, Peintre (1887)
- Wilfred Molson Barnes RCA, Peintre (1882)
- Ernest I. Barott RCA, Architecte (1884)
- Robert Allan Barr RCA, Peintre (1890)
- Anne Barros RCA, Artiste du métal (1939)
- Anne Meredith Barry RCA, Peintre (1932)
- Francis L. Barry RCA, Peintre (1913)
- Peter Barss RCA, Photographe
- Edward J. Bartram RCA, Graveur (1938)
- Robert Bateman RCA, Peintre (1930)
- Maxwell Bennett Bates RCA, Peintre (1906)
- Pat Martin Bates RCA, Peintre (1932)
- Catherine Young Bates RCA, Peintre (1934)
- Ingrid Baxter RCA, Peintre (1938)
- Iain Baxter RCA, Peintre (1936)
- Aba Bayefsky RCA, Peintre (1923)
- Carl Beam RCA, Graveur (1943)
- Thomas Harold (Tib) Beament RCA, Peintre (1941)
- Thomas Harold Beament RCA, Peintre (1898)
- John William Beatty RCA, Peintre (1869)
- Micheline Beauchemin RCA, Artiste en textiles (1930)
- Jean-Pierre Beaudin RCA, Photographe (1935)
- Claude Beaulieu RCA, Architecte (1913)
- Paul-Vanier Beaulieu RCA, Peintre (1910)
- Helmut Becker RCA, Graveur (1931)
- Ruth Beer RCA, Sculpteur (1947)
- Philippe Béha RCA, Illustrateur (1950)
- Gérard Bélanger RCA, Sculpteur (1936)
- Paul Béliveau RCA, Peintre (1954)
- Alistair Macready Bell RCA, Graveur (1913)
- Bert Bell RCA, Photographe (1938)
- Charles Ernest de Belle RCA, Peintre (1873)
- Léon Bellefleur RCA, Peintre (1910)
- Raymond Bellemare RCA, Designer graphique (1942)
- Marcel Bellerive RCA, Peintre (1934)
- Frederic Marlett Bell-Smith RCA, Peintre (1846)
- Michael Belmore RCA, Artiste en installations (1971)
- Rebecca Belmore RCA, Artiste en techniques mixtes (1960)
- Kathryn Bemrose RCA, Peintre (1950)
- William Bengough RCA, Province non spécifiée (1857)
- John Bennett RCA, Peintre (1919)
- Susan Benson RCA, Designer de costumes et de décors de théâtre (1942)
- Douglas Bentham RCA, Sculpteur (1947)
- Wilfred Roy Roloff Beny RCA, Photographe (1924)
- Miguel-Angel Berlanga RCA, Artiste interdisciplinaire (1951)
- Sid Bersudsky RCA, Designer industriel (1913)
- George Théodore Berthon RCA, Peintre (1806)
- Derek Michael Besant RCA, Graveur (1950)
- Lois Etherington Betteridge RCA, Artiste du métal (1928)
- Claude Bettinger RCA, Artiste verrier (1942)
- Clare Bice RCA, Peintre (1909)
- André Charles Théodore (Ted) Bieler RCA, Sculpteur (1938)
- André Charles Biéler RCA, Peintre (1896)
- David Bierk RCA, Peintre (1944)
- Beth M. Biggs RCA, Artiste du métal (1961)
- Rudolf Bikkers RCA, Peintre (1943)
- Bertrand Charles Binning RCA, Peintre (1909)
- Harrington Bird RCA, Peintre (1846)
- Donald G. Bittorf RCA, Architecte (1926)
- Samuel Black RCA, Peintre (1913)
- David L. Blackwood RCA, Graveur (1941)
- John Bland RCA, Architecte (1911)
- Morley Blankstein RCA, Architecte (1924)
- Zbigniew Blazeje RCA, Sculpteur (1942)
- André Blouin RCA, Architecte
- Molly Bobak RCA, Peintre (1922)
- Bruno Bobak RCA, Peintre (1923)
- Alfred Boisseau RCA, Peintre (1823)
- Ron Bolt RCA, Peintre (1944)
- Richard Ernest Bolton RCA, Architecte (1907)
- Jordi Bonet RCA, Sculpteur (1932)
- Donald Bonham RCA, Sculpteur (1940)
- Lorne Holland Bouchard RCA, Peintre (1913)
- Wayne Boucher RCA, Peintre (1943)
- Napoléon Bourassa RCA, Peintre (1827)[1]
- Robert Bourdeau RCA, Photographe (1931)
- Richard David Bourke RCA, Architecte (1931)
- Paul Bourque RCA, Peintre (1954)
- James Henderson Boyd RCA, Graveur (1928)
- Bob Boyer RCA, Peintre (1948)
- John B. Boyle RCA, Peintre (1941)
- Marcel Braitstein RCA, Sculpteur (1935)
- Monic Brassard RCA, Artiste en installations (1944)
- Claude H. Breeze RCA, Peintre (1938)
- Roland Brener RCA, Sculpteur (1942)
- Carl Brett RCA, Designer graphique (1928)
- George Brandt Bridgman RCA, Peintre (1864)
- Frederick Henry Brigden RCA, Peintre (1871)
- Donald Brittain RCA, Cinématographe (1928)
- Harry Britton RCA, Peintre (1878)
- Philip R. Brook RCA, Architecte (1918)
- Leonard Brooks RCA, Peintre (1911)
- Adolphus George Broomfield RCA, Peintre (1906)
- Murray Brown RCA, Architecte (1884)
- Huntley Brown RCA, Illustrateur (1932)
- Joseph Archibald Browne RCA, Peintre (1862)
- Peleg Franklyn Brownell RCA, Peintre (1857)
- Fred Bruemmer RCA, Photographe (1929)
- George Robert Bruenech RCA, Peintre (1851)
- Kittie Bruneau RCA, Graveur (1929)
- Umberto Bruni RCA, Peintre (1914)
- William Brymner RCA, Peintre (1855)
- Karen Bulow RCA, Artiste en textiles (1899)
- Sigrun Bulow-Hube RCA, Designer industriel (1913)
- Catherine Burgess RCA, Sculpteur (1953)
- Brian Burke RCA, Peintre (1952)
- Edmund Burke RCA, Architecte (1850)
- Ron Burnett RCA, Artiste interdisciplinaire (1947)
- Isla Burns RCA, Sculpteur (1952)
- Robert Burns RCA, Designer graphique (1942)
- Edward Burtynsky RCA, Photographe (1953)
- Henry Frederik Busch RCA, Architecte (1826)
- Jack Hamilton Bush RCA, Peintre (1909)
- Robin Beaufort Bush RCA, Designer industriel (1921)
- Sheila Butler RCA, Peintre (1938)
- Keneth J. Butler RCA, Peintre (1937)
- Geoff Butler RCA, Peintre (1945)
- Jane Buyers RCA, Sculpteur (1948)

## C
- Mimi Cabri RCA, Céramiste (1934)
- Geneviève Cadieux RCA, Photographe (1955)
- Ghitta Caiserman-Roth RCA, Peintre (1923)
- Gil Caldwell RCA, Peintre (1931)
- Dorothy Caldwell RCA, Artiste en textiles (1948)
- Tony Calzetta RCA, Peintre (1945)
- Eric Cameron RCA, Peintre (1935)
- Norman Campbell RCA, Cinématographe (1924)
- Graham Cantieni RCA, Peintre (1938)
- Stewart Herbert Capper RCA, Architecte (1859)
- Peter Cardew RCA, Architecte (1939)
- Douglas J.H. Cardinal RCA, Architecte (1934)
- Joane Cardinal-Schubert RCA, Peintre (1942)
- Douglas M. Carlyle RCA, Architecte paysager
- Florence Carlyle RCA, Peintre (1864)
- Franklin Carmichael RCA, Peintre (1890)
- Paul Archibald Caron RCA, Peintre (1874)
- Ian Carr-Harris RCA, Sculpteur (1941)
- Harriet Manore Carter RCA, Peintre (1929)
- Alexander Scott Carter RCA, Province non spécifiée (1881)
- Warren Carther RCA, Artiste verrier (1951)
- Alfred Joseph Casson RCA, Peintre (1898)
- Raymond V. Cattell RCA, Peintre (1921)
- Thérèse Chabot RCA, Artiste en installations (1945)
- John Chalke RCA, Céramiste (1940)
- Frederick Sproston Challener RCA, Peintre (1869)
- John Richard Chambers RCA, Peintre (1931)
- Robert Chaplin RCA, Sculpteur (1968)
- Christopher Chapman RCA, Cinématographe (1927)
- Alfred H. Chapman RCA, Architecte (1878)
- Monique Charbonneau RCA, Peintre (1928)
- Melvin Charney RCA, Architecte (1935)
- Walter Chesterton RCA, Architecte (1845)
- Herménégilde Chiasson RCA, Graveur (1946)
- Bill Chomik RCA, Architecte (1953)
- Lawrence Chrismas RCA, Photographe (1941)
- Robert Christie RCA, Peintre (1946)
- Rudi Christl RCA, Photographe (1946)
- Peter Christopher RCA, Photographe (1941)
- Victor Cicansky RCA, Sculpteur (1935)
- William Henry Clapp RCA, Peintre (1879)
- Paraskeva Clark RCA, Peintre (1898)
- J. Patrick Clark RCA, Designer de costumes et de décors de théâtre (1954)
- Brigitte Clavette RCA, Artiste du métal (1956)
- Allyson Clay RCA, Artiste en installations (1953)
- Elizabeth Ann Cleaver RCA, Illustrateur
- Denis A. Cliff RCA, Peintre (1942)
- J. Terrence Clifton RCA, Designer industriel (1933)
- Albert Edward Cloutier RCA, Peintre (1902)
- John Ford Clymer RCA, Peintre (1907)
- Andrew Randall Cobb RCA, Architecte (1876)
- Frederick Simpson Coburn RCA, Peintre (1871)
- Bruce Cochrane RCA, Céramiste (1953)
- Barry Cogswell RCA, Sculpteur (1939)
- Alan Caswell Collier RCA, Peintre (1911)
- Charles Fraser Comfort RCA, Peintre (1900)
- Richard Condie RCA, Cinématographe (1942)
- Joseph Connolly RCA, Architecte (1839)
- John C. Cook RCA, Architecte (1953)
- Heather Cooper RCA, Illustrateur (1945)
- Leslie G.M. Coppold RCA, Peintre (1914)
- Ernest Cormier RCA, Architecte (1885)
- Carmen S. Corneil RCA, Architecte (1933)
- Stanely Morel Cosgrove RCA, Peintre (1911)
- Walter Jackson Coucill RCA, Peintre (1915)
- Rody Kenny Hammond Courtice RCA, Peintre (1895)
- Arthur W. Cox RCA, Peintre (1840)
- Elford Bradley Cox RCA, Sculpteur (1914)
- Yvon Cozic RCA, Artiste en installations (1942)
- Chris Cran RCA, Peintre (1949)
- Marlene Creates RCA, Artiste en installations photographiques (1952)
- William Nichol Cresswell RCA, Peintre (1822)
- Daniel Crichton RCA, Céramiste (1946)
- Jonathan Crinion RCA, Designer industriel (1953)
- James A. Sydney Crocker RCA, Peintre (1886)
- David Cronenberg RCA, Cinématographe (1943)
- Frederick George Cross RCA, Peintre (1881)
- Peter Croydon RCA, Photographe (1924)
- William Cruikshank RCA, Peintre (1848)
- Maurice Galbraith Cullen RCA, Peintre (1866)
- Judith Currelly RCA, Peintre (1946)
- Gwen Curry RCA, Peintre (1950)
- Samuel George Curry RCA, Architecte (1854)
- Walter A. Curtin RCA, Photographe (1911)
- George H. Cuthbertson RCA, Designer industriel (1929)
- William Malcolm Cutts RCA, Peintre (1857)
- Gertrude E. Spurr Cutts RCA, Peintre (1858)

## D
- Gustavo da Roza RCA, Architecte
- Michel Dallaire RCA, Designer industriel (1942)
- François Dallaire RCA, Designer graphique (1947)
- Alfred Bruno Dalla-Lana RCA, Architecte (1937)
- François Dallegret RCA, Designer industriel (1937)
- Kathleen Frances Daly RCA, Peintre (1898)
- Thomas C. Daly RCA, Cinématographe (1918)
- Kenneth E. Danby RCA, Peintre (1940)
- Mireille Dansereau RCA, Cinématographe (1943)
- Sylvia Marie Emilienne Daoust RCA, Sculpteur (1902)
- Frank Darling RCA, Architecte (1850)
- Charles Daudelin RCA, Sculpteur (1920)
- Jacques L. David RCA, Architecte (1921)
- Charles David RCA, Architecte (1890)
- Robert C. Davidson RCA, Sculpteur (1946)
- Ian J. Davidson RCA, Architecte (1925)
- Will Davies RCA, Illustrateur (1924)
- Haydn L. Davies RCA, Sculpteur (1921)
- Forshaw Day RCA, Peintre (1837)
- Jeff de Boer RCA, Sculpteur (1963)
- Nicholas de Grandmaison RCA, Peintre (1892)
- Duncan Robert Chassin De Kergommeaux RCA, Peintre (1927)
- Oscar Daniel De Lall RCA, Peintre (1903)
- Louis de Niverville RCA, Peintre
- Dora de Pedery-Hunt RCA, Artiste du métal (1913)
- Jacques Godefroy de Tonnancour RCA, Peintre (1917)
- Jacques de Tonnancour RCA, Peintre
- John de Visser RCA, Photographe
- Peter Deacon RCA, Peintre (1945)
- Erica Deichman Gregg RCA, Céramiste (1914)
- Duncan deKergommeaux RCA, Peintre (1927)
- René Delbuguet RCA, Photographe (1930)
- Reinhard Derreth RCA, Designer graphique (1921)
- Alice Des Clayes RCA, Peintre (1890)
- Gertrude Des Clayes RCA, Peintre (1879)
- Aimé Desautels RCA, Architecte (1921)
- Guy Desbarats RCA, Architecte (1925)
- Andrew Dewar RCA, Architecte
- Jack Diamond RCA, Architecte (1932)
- David Brash Dick RCA, Architecte (1846)
- Jennifer Dickson RCA, Graveur
- Dimitri Dimakopoulos RCA, Architecte (1929)
- Olga Dimitrov RCA, Designer de costumes et de décors de théâtre (1933)
- Antonin Dimitrov RCA, Designer de costumes et de décors de théâtre (1928)
- Theo Dimson RCA, Designer graphique (1930)
- John Adrian Darley Dingle RCA, Peintre (1911)
- Gerhard Doerrie RCA, Designer graphique (1936)
- James T. Donoahue RCA, Designer graphique (1934)
- Lynn Donoghue RCA, Peintre (1953)
- Peter K. Dorn RCA, Designer graphique (1932)
- William Doughtie RCA, Province non spécifiée (1846)
- James Dow RCA, Photographe (1941)
- Robert James Downing RCA, Sculpteur
- Odette Drapeau RCA, Artiste-relieur (1940)
- Joseph Drapell RCA, Peintre (1940)
- Yosef Gertrudis Drenters RCA, Sculpteur (1930)
- Walter Drohan RCA, Céramiste (1932)
- Michèle Drouin RCA, Peintre (1933)
- June Drutz RCA, Graveur (1920)
- Macy DuBois RCA, Architecte (1929)
- Ann MacIntosh Duff RCA, Peintre (1925)
- Martin Dufour RCA, Designer graphique (1937)
- Carolyne Dukes RCA, Peintre (1929)
- Claude Dulude RCA, Peintre (1931)
- Bill Duma RCA, Peintre (1936)
- Antoine Dumas RCA, Peintre (1932)
- Frederick Alexander Turner Dunbar RCA, Sculpteur (1849)
- James D. Duncan RCA, Peintre (1806)
- Alexander Francis Dunlop RCA, Architecte (1842)
- George F. Durand RCA, Architecte (1850)
- Jane Durante RCA, Architecte paysager (1939)
- Alexander Tilloch Galt Durnford RCA, Architecte (1898)
- Pat Durr RCA, Peintre (1939)
- Aganetha Dyck RCA, Sculpteur (1937)
- Edmond Dyonnet RCA, Peintre (1859)

## E
- Paul Bernard Earle RCA, Peintre (1872)
- R. Wayne Eastcott RCA, Graveur (1943)
- Mary Alexander Bell Eastlake RCA, Peintre (1864)
- Alfred Karl Ebsen RCA, Calligraphe (1908)
- Susan Edgerley RCA, Artiste verrier (1960)
- Aaron Allan Edson RCA, Peintre (1846)
- Atom Egoyan RCA, Cinématographe (1960)
- Horst Ehricht RCA, Photographe (1928)
- Ants Elken RCA, Architecte (1917)
- John Ellis RCA, Province non spécifiée
- Kosso Eloul RCA, Sculpteur (1920)
- Eiko Emori RCA, Designer graphique (1938)
- Arthur John Ensor RCA, Designer industriel (1905)
- Paul Epp RCA, Designer industriel (1949)
- Arthur Erickson RCA, Architecte (1924)
- John Kenneth Esler RCA, Graveur (1933)
- Errol H.R. Etienne RCA, Illustrateur (1941)
- Sorel Etrog RCA, Sculpteur (1933)
- Abraham Etungat RCA, Sculpteur (1911)
- Ric Evans RCA, Peintre (1946)
- Romany Eveleigh RCA, Peintre (1935)
- William Paterson Ewen RCA, Peintre (1925)
- Ivan Eyre RCA, Peintre (1935)

## F
- Pat Fairhead RCA, Peintre (1927)
- Barker Fairley RCA, Peintre (1887)
- G. Ernest Fairweather RCA, Architecte (1850)
- Gathie Falk RCA, Peintre (1928)
- Edward Falkenberg RCA, Sculpteur (1936)
- Philippa Faulkener RCA, Peintre (1917)
- Murray Favro RCA, Sculpteur (1940)
- W. Roland Fenwick RCA, Peintre (1932)
- Graeme Ferguson RCA, Cinématographe (1929)
- Marcelle Ferron RCA, Peintre (1924)
- Harold Lea Fetherstonhaugh RCA, Architecte (1887)
- Mary Filer RCA, Artiste verrier (1920)
- Armand Filion RCA, Sculpteur (1910)
- Augustin Filipovic RCA, Sculpteur (1931)
- John Fillion RCA, Sculpteur
- Gerald E. Finley RCA, Peintre (1931)
- Frederick James Finley RCA, Peintre (1894)
- Giuseppe Fiore RCA, Peintre (1931)
- Édouard Fiset RCA, Architecte (1910)
- Brian Richard Fisher RCA, Peintre (1939)
- John Flanders RCA, Photographe (1933)
- Allan Robb Fleming RCA, Designer graphique (1929)
- Peter Fleming RCA, Designer de meubles (1960)
- Frederick E. Fletcher RCA, Architecte (1923)
- John Colin Forbes RCA, Peintre (1846)
- Kenneth Keith Forbes RCA, Peintre (1892)
- Jean Mary Edgell Forbes RCA, Peintre (1897)
- Harriet Mary Ford RCA, Peintre (1859)
- Thomas Forrestall RCA, Peintre (1936)
- John Wycliffe Lowes Forster RCA, Peintre (1850)
- Marc-Aurèle Fortin RCA, Peintre (1888)
- Michael Fortune RCA, Designer de meubles (1951)
- Ernest George Fosbery RCA, Peintre (1874)
- Barbara J. Fostka RCA, Peintre (1941)
- Don Foulds RCA, Sculpteur (1952)
- Léopold Foulem RCA, Céramiste (1945)
- Gordon Lyle McLean Fowler RCA, Peintre (1909)
- Daniel Fowler RCA, Peintre (1810)
- John Richard Fox RCA, Peintre (1927)
- Joseph Charles Franchère RCA, Peintre (1866)
- Albert Jacques Franck RCA, Peintre (1899)
- Carol Lucille Hoorn Fraser RCA, Peintre (1930)
- John Arthur Fraser RCA, Peintre (1838)
- Eric Freifeld RCA, Peintre (1919)
- Vera Frenkel RCA, Artiste en installations (1938)
- Bruno B. Freschi RCA, Architecte (1937)
- Irene Frolic RCA, Artiste verrier (1941)
- Patricia Fulford Spiers RCA, Sculpteur (1935)
- Thomas Fuller RCA, Architecte (1822)

## G
- Etienne J. Gaboury RCA, Architecte (1930)
- Philip Gabriel RCA, n 1939
- Robert Gage RCA (1841)
- Frances M. Gage RCA, Sculpteur (1924)
- Robert Ford Gagen RCA, Peintre (1847)
- Pnina Gagnon RCA, Peintre (1940)
- Charles Gagnon RCA, peintre (1934)
- Clarence Alphonse Gagnon RCA, Peintre (1881)
- Laszlo Gal RCA, Illustrateur (1933)
- Yvon Gallant RCA, Peintre (1950)
- Edwin Alexander Gardner RCA, Architecte (1902)
- R. Michael Garrett RCA, Architecte (1931)
- Thomas Hilton Garside RCA, Peintre (1906)
- Audrey Elaine Garwood RCA, Graveur
- Joachim George Gauthier RCA, Peintre (1897)
- Suzanne Gauthier RCA, Peintre (1948)
- John Gemmell RCA, Architecte (1851)
- Louise Genest RCA, Artiste-relieur
- Roderick L. Gerrard RCA, Designer industriel (1943)
- Wolfgang Gerson RCA, Architecte (1916)
- Sarah V. Gersovitz RCA, Graveur (1920)
- Juan Geuer RCA, Artiste en installations (1917)
- Claude Gidman RCA, Designer industriel (1934)
- Lorraine Gilbert RCA, Photographe (1955)
- David J. Gilhooly RCA, Céramiste (1943)
- Claude Girard, RCA, Peintre (1938)
- François Girard RCA, Cinématographe (1963)
- Marcel Girard RCA, Designer industriel (1936)
- Gerald Gladstone RCA, Sculpteur (1929)
- Henry George Glyde RCA, Peintre (1906)
- Peter Gnass RCA, Sculpteur (1936)
- Edward W. Godwin RCA, Peintre (1933)
- Trudy Golley RCA, Céramiste (1957)
- Adrian Göllner RCA, Peintre (1964)
- Betty Goodwin RCA, Peintre (1923)
- James E. Gordaneer RCA, Peintre (1933)
- Frederick Charles S. Gordon RCA, Peintre (1856)
- Henry Bauld Gordon RCA, Architecte (1854)
- Hortense Gordon RCA, Peintre (1889)
- John Sloan Gordon RCA, Peintre (1868)
- Will Gorlitz RCA, Peintre
- Andrew Goss RCA, Artiste-joaillier (1944)
- Manfred Gotthans RCA, Designer graphique (1922)
- Fritz Gottschalk RCA, Designer graphique (1937)
- John H. Gould RCA, Peintre (1929)
- Claude Goulet RCA, Peintre (1925)
- Rose-Marie Ekemberg Goulet RCA, Artiste en installations (1954)
- James Lillie Graham RCA, Peintre (1873)
- K. M. Graham RCA, Peintre (1913)
- Colin Graham RCA, Peintre (1915)
- Helmut Gransow RCA, Peintre (1921)
- D.L. Grant RCA, Peintre
- Aubry A. Gratton RCA, Designer industriel (1935)
- G. Sherrard (Sherry) Grauer RCA, Sculpteur (1939)
- Art Green RCA, Peintre (1941)
- William N. Greer RCA, Architecte (1925)
- John Greer RCA, Sculpteur
- Erica Deichman Gregg RCA, Céramiste
- Jerry Grey RCA, Peintre (1940)
- Sir Edmund Wyly Grier RCA, Peintre (1862)
- Stella Evelyn Grier RCA, Peintre (1898)
- Edmund Geoffrey Grier RCA, Peintre (1899)
- Julius Edward Lindsay Griffith RCA, Peintre (1912)
- Eliza Griffiths RCA, Peintre (1965)
- John Anthony Griffiths RCA, Architecte (1931)
- James Griffiths RCA, peintre (1825)
- Irving Grossman RCA, Architecte (1926)
- Michèle Guest RCA, Designer d'intérieur (1944)
- Jacques S. Guillon RCA, Designer industriel (1922)
- Suzanne Guité RCA, Sculpteur (1927)

## H
- Alexandra Haeseker RCA, Peintre (1945)
- Clara Sophia Hagarty RCA, Peintre (1871)
- Gustave Hahn RCA, Province non spécifiée (1866)
- Emanuel Otto Hahn RCA, Sculpteur (1881)
- Fredrick Stanley Haines RCA, Peintre (1879)
- John Hall (en) RCA, peintre (1943)
- Joice M. Hall RCA, Peintre (1943)
- Pam Hall RCA, Artiste en installations (1951)
- Sarah Hall RCA, Artiste verrier (1951)
- Joseph Sydney Hallam RCA, Peintre (1899)
- Richard Halliday RCA, Peintre (1939)
- Joseph Arthur Eugene Hamel RCA, Peintre (1845)
- Peter W. Hamilton RCA, Architecte (1941)
- John A. Hammond RCA, Peintre (1843)
- Herbert Hancock RCA, Architecte (1830)
- Ursula Hanes RCA, Sculpteur (1932)
- Dan S. Hanganu RCA, Architecte (1939)
- Michael Hannaford RCA, Peintre (1832)
- Rolf P. Harder RCA, Designer graphique (1929)
- Noel Harding RCA, Sculpteur (1945)
- Greg Hardy RCA, Peintre (1950)
- Jack Kenneth Harman RCA, Sculpteur (1927)
- Robert Harris RCA, Peintre (1849)
- William Critchlow Harris RCA, Architecte (1854)
- Lawern Phillip Harris RCA, Peintre (1910)
- Ted Harrison RCA, Peintre (1926)
- Allan Harrison RCA, Peintre (1911)
- John Hartman RCA, Peintre (1950)
- George H. Harvey RCA, Peintre (1846)
- Donald Harvey RCA, Peintre (1930)
- Hilton Macdonald Hassell RCA, Peintre (1910)
- Lutz Haufschild RCA, Artiste verrier (1943)
- Peter Haworth RCA, Peintre (1889)
- Zema (Bobs) Haworth RCA, Peintre (1904)
- Henry G. Hawthorn RCA, Architecte (1939)
- Michael Hayden RCA, Sculpteur
- Jim Hayward RCA, Designer industriel
- Julien Hébert RCA, Designer industriel (1917)
- Henri Hébert RCA, Sculpteur (1884)
- Adrien Hébert RCA, Peintre (1890)
- Louis-Philippe Hébert RCA, Sculpteur (1850)
- Robert Hedrick RCA, Peintre (1930)
- Steven Heinemann RCA, Céramiste (1957)
- Robert Held RCA, Artiste verrier (1943)
- Arthur Henry Howard Heming RCA, Peintre (1870)
- Peter Hemingway RCA, Architecte
- Gregory Henriquez RCA, Architecte (1963)
- Richard G. Henriquez RCA, Architecte (1941)
- Pierre Henry RCA, Peintre (1932)
- Randolph Stanely Hewton RCA, Peintre (1888)
- J. Carl Heywood RCA, Graveur (1908)
- James Thomas Hill RCA, Illustrateur (1930)
- George William Hill (sculpteur) RCA, Sculpteur (1862)
- John R. Hix RCA, Architecte (1938)
- Yvette Hoch Mintzberg RCA, Céramiste (1941)
- Thomas S. Hodgson RCA, Peintre (1924)
- Stephen J. Hogbin RCA, Sculpteur (1942)
- Elizabeth M.B. Holbrook RCA, Sculpteur (1913)
- Sarah (Mrs. Hunter) Holden RCA, Peintre
- Fred T. Hollingsworth RCA, Architecte (1917)
- Donald R. Holman RCA, Graveur (1946)
- Reginald Holmes RCA, Peintre (1934)
- Robert H. Holmes RCA, Province non spécifiée (1861)
- Thaddeus Holownia RCA, Photographe (1949)
- John Hooper RCA, Sculpteur (1926)
- William R. Hope RCA, Peintre (1863)
- John William Hopkins RCA, Architecte (1825)
- Robin Hopper RCA, Céramiste (1939)
- Arthur Edward Cleeve Horne RCA, Sculpteur (1912)
- Jean Milred Horne RCA, Peintre
- Nicholas Hornyansky RCA, Graveur (1896)
- Arthur Horsfall RCA, Peintre (1915)
- Edgar Lewis Horwood RCA, Architecte (1868)
- Michael Hosaluk RCA, Sculpteur (1954)
- Norman Hotson RCA, Architecte (1946)
- Michael Hough RCA, Architecte paysager (1928)
- Margaret Houghton RCA, Peintre (1865)
- Robert Houle RCA, Peintre (1947)
- Harlan House RCA, Céramiste (1943)
- Yvonne McKague Housser RCA, Peintre (1898)
- D. Mackay Houstoun RCA, Peintre (1916)
- Helen Barbara Howard RCA, Peintre (1926)
- John George Howard RCA, Architecte (1803)
- Alfred Harold Howard RCA, Province non spécifiée (1854)
- Glenn E. Howarth RCA, Peintre (1946)
- Thaddeus Yates - E.J. Howorth RCA, Peintre (1943)
- Vello Hubel RCA, Designer industriel (1927)
- Susan Hudson RCA, Peintre (1941)
- Edward John Hughes RCA, Peintre (1913)
- Richard E. Hulbert RCA, Architecte (1945)
- Chung (Allan) Hung RCA, Sculpteur (1946)
- Richard Hunt RCA, Sculpteur (1951)
- Calvin Hunt RCA, Sculpteur (1956)
- George Hunter RCA, Photographe (1921)
- Jacques Hurtubise RCA, Peintre (1939)
- Gerald Hushlak RCA, Peintre (1944)
- Alexander Cowper Hutchison RCA, Architecte (1838)
- Frederick William Hutchinson RCA, Peintre (1871)
- Leonard Hutchinson RCA, Province non spécifiée (1896)
- J. Alison Hymas RCA, Designer d'intérieur (1932)

## I
- Francesco Iacurto RCA, Peintre (1908)
- Tony Ianuzielo RCA, Cinématographe (1935)
- Liz Ingram RCA, Graveur (1949)
- Alice Amelia Innes RCA, Peintre (1890)
- Johnny Inukpuk RCA, Sculpteur (1911)
- Osuitok Ipeelee RCA, Sculpteur (1923)
- William Irving RCA, Architecte (1830)
- Daphne Irving RCA, Peintre (1931)
- Stephen V.E. Irwin RCA, Architecte (1939)
- Gershon Iskowitz RCA, Peintre (1921)
- Kiyoshi Izumi RCA, Architecte (1921)

## J
- Alexander Young Jackson RCA, Peintre (1882)
- Otto Reinhold Jacobi RCA, Peintre (1812)
- Geoffrey James RCA, Photographe (1942)
- Alex Janvier RCA, Peintre (1935)
- Louis Jaque RCA, Peintre (1919)
- André Jarry RCA, Designer industriel (1926)
- Kenneth Jarvis RCA, Sculpteur (1926)
- Donald Alvin Jarvis RCA, Peintre (1923)
- Tamara H. Jaworska RCA, Artiste en textiles (1928)
- Tadeusz Jaworski RCA, Cinématographe (1926)
- Don Jean-Louis RCA, Sculpteur (1937)
- Charles William Jefferys RCA, Peintre (1869)
- Jean-Paul Jérôme RCA, Peintre (1928)
- Norman F. Jewison RCA, Cinématographe (1926)
- Barry Johns RCA, Architecte (1946)
- Bradley R. Johnson RCA, Architecte paysager (1936)
- Frances Anne Johnston RCA, Peintre (1910)
- Francis Hans (Franz) Johnston RCA, Peintre (1888)
- John Young Johnstone RCA, Peintre (1887)
- Frances M. Jones RCA, Peintre (1855)
- Vivienne Jones RCA, Artiste du métal (1955)
- Hugh G. Jones RCA, Architecte (1872)
- Phyliss Jacobine Jones RCA, Sculpteur (1898)
- Alphonse Jongers RCA, Peintre (1872)
- Flemming Jorgensen RCA, Peintre
- Thérèse Joyce-Gagnon RCA, Peintre (1921)
- Susan Vida Judah RCA, Artiste en textiles (1938)
- Walter Jule RCA, Graveur (1940)
- Denis Juneau RCA, Peintre (1925)

## K
- Anne Kahane RCA, Sculpteur (1924)
- Robert J. Kaiser RCA, Designer industriel (1925)
- Henry Kalen RCA, Photographe (1928)
- Helen Kalvac RCA, Graveur (1901)
- Kananginak Pootoogook RCA, Graveur (1935)
- Isabel Kann RCA, Peintre (1921)
- Yousuf Karsh RCA, Photographe (1908)
- Ronald D. Keenberg RCA, Architecte (1941)
- Susan Warner Keene RCA, Artiste-fibre (1949)
- John W. Keith-King RCA, Architecte (1939)
- Roger I. Kemble RCA, Architecte (1929)
- Anthony Kemp RCA, Architecte (1936)
- Sybil Kennedy RCA, Sculpteur (1899)
- Mary Kerr RCA, Designer de costumes et de décors de théâtre
- Claire Kerwin RCA, Graveur (1919)
- Jane Kidd RCA, Artiste en textiles (1952)
- Virginia Kieran RCA, Peintre
- Rosemary E. Kilbourn RCA, Graveur (1931)
- Allan King RCA, Cinématographe (1930)
- Edward N. Kingan RCA, Peintre (1927)
- Gene Kinoshita RCA, Architecte (1935)
- B. Ann Kipling RCA, Peintre (1934)
- Douglas Kirton RCA, Peintre (1955)
- Zoltan S. Kiss RCA, Architecte (1924)
- John Kissick RCA, Peintre (1962)
- Harry M. Kiyooka RCA, Peintre (1928)
- Roy Kenzie Kiyooka RCA, Peintre (1926)
- Jack Klein RCA, Architecte (1927)
- Harold Klunder RCA, Peintre (1943)
- Dorothy Knowles RCA, Peintre (1927)
- F. McGillivray S. S. Knowles RCA, Peintre (1859)
- Elizabeth Annie Beach Knowles RCA, Peintre (1866)
- Jerzy Kolacz RCA, Peintre (1938)
- Peter H. Kolisnyk RCA, Sculpteur (1934)
- Adam Kolodziej RCA, Designer de costumes et de décors de théâtre (1951)
- William Koochin RCA, Sculpteur (1927)
- Wanda Koop RCA, Peintre (1951)
- August Arnold Kopmanis RCA, Sculpteur (1910)
- John Michael Anthony Korner RCA, Peintre (1913)
- Ronald P. Kostyniuk RCA, Sculpteur (1941)
- W.T. (Ted) Kotcheff RCA, Cinématographe (1931)
- Burton Kramer RCA, Designer graphique (1932)
- Janis Kravis RCA, Designer d'intérieur (1935)
- Nobuo Kubota RCA, Sculpteur (1932)
- Anita Kunz RCA, Illustrateur (1956)
- William Kurelek RCA, Peintre (1927)
- Bruce Kuwabara RCA, Architecte (1949)
- Jan Kuypers RCA, Designer industriel (1925)

## L
- Robert LaPalme RCA, Illustrateur (1908)
- Thomas La Pierre RCA, Peintre (1930)
- Friedhelm Lach RCA, Peintre (1936)
- James Lahey RCA, Peintre (1961)
- Bill Laing RCA, Graveur (1944)
- Suzy Lake RCA, Photographe (1947)
- Alfred Laliberté RCA, Sculpteur (1978)
- Jean-Louis Lalonde RCA, Architecte (1923)
- Antoine Lamarche RCA, Artiste du métal (1939)
- Thomas Lamb RCA, Designer industriel (1938)
- Evelyn Lambart RCA, Cinématographe (1914)
- Lucie Lambert RCA, Graveur (1947)
- Phyllis B. Lambert RCA, Architecte (1927)
- Henry Langley RCA, Architecte (1837)
- J. Fenwick Lansdowne RCA, Peintre (1937)
- Andreas Christian Gottfried Lapine RCA, Peintre (1866)
- Yvon LaRoche RCA, Designer graphique (1942)
- Orland Larson RCA, Artiste en métal (1931)
- William Laskin RCA, n 1953
- Murray B. Laufer RCA (1929)
- Guy Lavigueur RCA, Photographe (1955)
- William Lawerence RCA, Peintre
- Robert A. Lawson RCA, Designer de costumes et de décors de théâtre (1926)
- James Kerr-Lawson RCA, Peintre (1865)
- Margaret Lawther RCA, Artiste en installations photographiques (1948)
- Thomas Lax RCA, Graveur (1948)
- Brent Laycock RCA, Peintre (1947)
- André Le Coz RCA, Photographe (1929)
- Bruce Le Dain RCA, Peintre (1928)
- Claude le Sauteur RCA, Peintre (1926)
- Caroline Leaf RCA, Cinématographe (1946)
- Winston Lyle Leathers RCA, Graveur (1934)
- Paul Leathers RCA, Artiste du métal (1961)
- Fred David Lebensold RCA, Architecte (1917)
- Albert Leclerc RCA, Designer industriel (1935)
- Robert Ledingham RCA, Designer d'intérieur (1942)
- Ozias Leduc RCA, Peintre (1864)
- Guy Legault RCA, Architecte (1932)
- Alfred Crocker Leighton RCA, Peintre (1901)
- Richard Leiterman RCA, Cinématographe (1935)
- William Grier Leithead RCA, Architecte (1920)
- Jean Paul Lemieux RCA, Peintre (1904)
- Madeleine Lemire RCA, Peintre (1940)
- John C. Leonard RCA, Peintre (1944)
- T. J. Lepage RCA, Architecte
- Hugh A. LeRoy RCA, Sculpteur (1939)
- Pierre Lessard RCA, Designer industriel (1938)
- Rita Letendre RCA, Peintre (1928)
- Jacques Léveillé RCA, Peintre (1945)
- A. Levesque RCA, Architecte
- Ernest Lindner RCA, Peintre (1897)
- Luke Lindoe RCA, Céramiste (1913)
- Rex Lingwood RCA, Sculpteur (1946)
- Sarah Link RCA, Artiste en techniques mixtes (1939)
- Frank Lipari RCA, Designer graphique (1927)
- Arthur Lismer RCA, Peintre (1885)
- John Little (peintre) RCA, (1928)
- Glen Loates RCA, Peintre (1945)
- Bill Lobchuk RCA, Graveur (1942)
- Ken Lochhead RCA, Peintre (1926)
- Marion Long RCA, Sculpteur (1882)
- Gino Lorcini RCA, Sculpteur (1923)
- Frances Norma Loring RCA, Sculpteur (1887)
- Frédéric Nicholas Loveroff RCA, Peintre (1894)
- Colin A. Low RCA, Cinématographe (1926)
- Susan Low-Beer RCA, Sculpteur (1943)
- Virginia E. Luz RCA, Peintre (1911)

## M
- Laura Adeline Muntz Lyall RCA, Peintre (1860)
- John MacIntosh Lyle RCA, Architecte (1872)
- Marlene MacCallum RCA, Graveur (1959)
- Hamilton Thomas Carleton Plantagenet MacCarthy RCA, Sculpteur (1846)
- J. Blair Macdonald RCA, Architecte (1931)
- James W. G. (Jock) MacDonald RCA, Peintre (1897)
- Thomas Reid MacDonald RCA, Peintre (1908)
- Manly Edward MacDonald RCA, Peintre (1889)
- Albert Angus Macdonald RCA, Peintre (1909)
- Evan Weekes Macdonald RCA, Peintre (1905)
- Grant Kenneth Macdonald RCA, Peintre (1909)
- William MacDonnell RCA, Peintre (1943)
- David Huron MacFarlane RCA, Architecte (1875)
- Charles MacGregor RCA, Peintre (1893)
- Garfield A. MacInnis RCA, Architecte (1936)
- Brian MacKay-Lyons RCA, Architecte (1954)
- J. T. C. MacKean RCA, Architecte
- Hugh S. Mackenzie RCA, Peintre (1928)
- Dora Helen Mackie RCA, Graveur (1926)
- Ian R. Maclennan RCA, Architecte (1919)
- Duncan Ian Macpherson RCA, Illustrateur (1924)
- Donald Norman MacVicar RCA, Architecte (1869)
- Guy Maddin RCA, Cinématographe (1956)
- Harry Mahler RCA, Designer industriel (1946)
- Charles MacDonald Manly RCA, Peintre (1855)
- Paddye Mann RCA, la conception Vêtement (1953)
- Jo Manning RCA, Graveur (1923)
- Alexander Manu RCA, Designer industriel (1954)
- Ferdinand Herbert Marani RCA, Architecte (1893)
- Jean-Omer Marchand RCA, Architecte (1872)
- Mayta Markson RCA, Céramiste (1931)
- Jerome Markson RCA, Architecte (1929)
- Marcel Marois RCA, Artiste en textiles (1949)
- Lauréat Marois RCA, Peintre (1949)
- Laurent Marquart RCA, Designer graphique
- John Martin RCA, Peintre (1904)
- Thomas Mower Martin RCA, Peintre (1838)
- William Clifford Mason RCA, Cinématographe
- Hart Massey RCA, Architecte (1918)
- Henri Masson RCA, Peintre (1907)
- Alvan Sherlock Mathers RCA, Architecte (1896)
- Naoko Matsubara RCA, Graveur (1937)
- Marmaduke Matthews RCA, Peintre (1837)
- Bruce Mau RCA, Designer graphique (1959)
- John Max RCA, Photographe (1936)
- William Sutherland Maxwell RCA, Architecte (1874)
- Edward Maxwell RCA, Architecte (1867)
- Henrietta Mabel May RCA, Peintre (1884)
- Harry Mayerovitch RCA, Architecte (1910)
- Elza Edith Lovitt Mayhew RCA, Sculpteur (1916)
- Robin Mayor RCA, Peintre (1937)
- Ann McCall RCA, Graveur (1941)
- Doris J. McCarthy RCA, Peintre (1910)
- Robert McCausland RCA, Province non spécifiée (1856)
- James Edward Hervey McDonald RCA, Peintre (1873)
- Henry Reed (Harry) McDonic RCA, Architecte
- Jean Albert McEwen RCA, Peintre (1923)
- Florence Helena McGillivray RCA, Peintre (1864)
- Lawrie G. McIntosh RCA, Designer industriel (1924)
- David McKay RCA, Peintre (1945)
- Robert Tait McKenzie RCA, Sculpteur (1867)
- Van McKenzie RCA, Artiste du métal (1957)
- Ruth Gowdy McKinley RCA, Céramiste (1931)
- Norman McLaren RCA, Cinématographe (1914)
- George McLean RCA, Peintre (1938)
- Michele McLoughlin RCA, Designer d'intérieur
- Helen McNicoll RCA, (1879) Peintre
- Robert McNichol RCA, Architecte
- James Curzey Meadowcroft RCA, Architecte (1890)
- Sandra Meigs RCA, Peintre (1953)
- Robert Mellin RCA, Architecte (1950)
- Jan Menses RCA, Peintre (1933)
- John Meredith RCA, Peintre (1933)
- Mario V. Merola RCA, Peintre, sculpteur (1931)
- Paul Merrick RCA, Architecte (1938)
- Valerie Metcalfe RCA, Céramiste (1951)
- Bernard R.J. Michaleski RCA, Designer graphique (1936)
- Sally Michener RCA, Sculpteur (1935)
- Alfred Ernest Mickle RCA, Peintre (1869)
- John Christopher Miles RCA, Peintre (1837)
- Richard Milette RCA, Céramiste (1960)
- C. Blakeway Millar RCA, Architecte (1935)
- Charles Stuart Millard RCA, Peintre (1837)
- John Melville Miller RCA, Architecte (1876)
- Herbert McRae Miller RCA, Sculpteur (1895)
- Gray H. Mills RCA, Sculpteur (1929)
- R. Eleanor Milne RCA, Sculpteur (1925)
- Barbara Milne RCA, Peintre (1956)
- Janet Mitchell RCA, Peintre (1912)
- Thomas Wiberforce Mitchell RCA, Peintre (1879)
- Donald O. Moffat RCA, Architecte (1933)
- Ingeborg Mohr RCA, Peintre (1921)
- Leo Mol RCA, Sculpteur (1915)
- Guido Molinari RCA, Peintre (1933)
- Herbert Henry Gatenby Moody RCA, Architecte (1903)
- David Moore RCA, Sculpteur
- Jean Morin RCA, Designer graphique (1938)
- Raymond Moriyama RCA, Architecte (1929)
- James Wilson Morrice RCA, Peintre (1865)
- Kathleen Moir Morris RCA, Peintre (1893)
- Robert Schofield Morris RCA, Architecte (1899)
- Michael Morris RCA, Peintre (1942)
- Edmund Montague Morris RCA, Peintre (1871)
- Norval Morrisseau RCA, Peintre (1931)
- Ann Mortimer RCA, Céramiste (1934)
- William G. Morton RCA, Artiste en textiles (1943)
- Douglas Gibb Morton RCA, Peintre (1926)
- Charles Eugene Moss RCA, Peintre (1860)
- Rita Mount RCA, Peintre (1888)
- Wynona Mulcaster RCA, Peintre (1915)
- C.W. Mulligan RCA, Architecte
- James A. Murray RCA, Architecte (1919)
- Robert G. Murray RCA, Sculpteur (1937)
- Kay Murray-Weber RCA, Graveur (1919)
- Marie-Jeanne Musiol RCA, Photographe (1950)
- Barton Myers RCA, Architecte (1934)

## N
- Marc-Antoine Nadeau RCA, Peintre (1943)
- Kazuo Nakamura RCA, Peintre (1926)
- Donald Frederick Price Neddeau RCA, Peintre (1913)
- Wilma Needham RCA, Artiste en installations photographiques (1947)
- Henry Ivan Neilson RCA, Peintre (1865)
- James Nelson RCA, Architecte (1831)
- John Nesbitt RCA, Peintre (1928)
- John Nesbitt RCA, Sculpteur
- John B. Newman RCA, Peintre (1933)
- Neil Newton RCA, Photographe (1933)
- Lilias Torrance Newton RCA, Peintre (1896)
- Jack Nichols RCA, Peintre (1921)
- Marion Florence S. Mackay Nicoll RCA, Peintre (1909)
- Shelley Niro RCA, Artiste en installations (1954)
- Pitseolak Niviaqsi RCA, Graveur (1900)
- Percy Erskine Nobbs RCA, Architecte (1875)
- Harry Cecil Noordhoek RCA, Sculpteur (1909)
- George Norris RCA, Sculpteur
- Ian F. Norton RCA, Designer industriel (1941)
- John Cullen Nugent RCA, Sculpteur
- Elizabeth Styring Nutt RCA, Peintre (1870)

## O
- Cornelia Hahn Oberlander RCA, Architecte paysager (1924)
- Lucius Richard O'Brien RCA, Peintre (1832)[2]
- Daphne Odjig RCA, Peintre (1919)
- Leonhard F. Oesterle RCA, Sculpteur (1915)
- William Abernethy Ogilvie RCA, Peintre (1901)
- Katie Ohe RCA, Sculpteur (1937)
- Haruko Okano RCA, Artiste interdisciplinaire (1945)
- W. Murray Oliver RCA, Designer de costumes et de décors de théâtre (1929)
- Norman Antonio (Toni) Onley RCA, Peintre (1928)
- Jessie Oonark RCA, Graveur (1906)
- Barry Oretsky RCA, Peintre (1946)
- Kjell Orrling RCA, Peintre (1940)
- Jim Orzechowski RCA, Architecte
- B Oshooweetook RCA, Sculpteur
- Jean Ouellet RCA, Architecte
- Seka Owen RCA, Peintre (1931)

## P
- Barry Padolsky RCA, Architecte
- Forsey Pemberton Page RCA, Architecte (1885)
- Herbert Sidney Palmer RCA, Peintre (1881)
- Herbert Franklin Palmer RCA, Peintre (1921)
- Frank Shirley Panabaker RCA, Peintre (1904)
- Lawrence Arthur Colley Panton RCA, Peintre (1894)
- Lucien Parent RCA, Architecte (1893)
- John Cresswell Parkin RCA, Architecte (1922)
- David G. Partridge RCA, Sculpteur (1919)
- Patricia Patkau RCA, Architecte (1950)
- John Patkau RCA, Architecte (1947)
- Andrew Dickson Patterson RCA, Architecte (1854)
- Freeman W. Patterson RCA, Photographe (1937)
- Tim Paul RCA, Sculpteur (1950)
- Almond E. Paul RCA, Architecte (1824)
- Myfanwy Pavelic RCA, Peintre (1916)
- Mary Pavey RCA, Peintre (1938)
- John Andrew Pearson RCA, Architecte (1867)
- Paul Peel RCA, Peintre (1860)
- Alfred Pellan RCA, Peintre (1906)
- Louis Pelletier RCA, Graveur (1945)
- Michelle Pelletier RCA, Peintre (1953)
- Pierre-Yves Pelletier RCA, Designer graphique (1945)
- Sophie Theresa Pemberton RCA, Peintre (1869)
- Donald R. Pentz RCA, Peintre (1940)
- George Douglas Pepper RCA, Peintre (1903)
- William Perehudoff RCA, Peintre (1919)
- Alan Perkins RCA, Émailliste (1915)
- Marcia Perkins RCA, Peintre (1946)
- Henri Perre RCA, Peintre (1828)
- Wilf Perreault RCA, Peintre (1947)
- Hal Ross Perrigard RCA, Peintre (1891)
- Frank Perry RCA, Sculpteur (1923)
- Friedrich G. Peter RCA, Calligraphe (1933)
- Gordon Peteran RCA, Sculpteur (1956)
- Gordon Peters RCA, Peintre (1920)
- Walter Joseph Phillips RCA, Graveur (1884)
- Claude Picher RCA, Peintre (1927)
- Roland Pichet RCA, Peintre (1936)
- Peter Pierobon RCA, Designer de meubles (1957)
- Marjorie Pigott RCA, Peintre (1904)
- Robert Wakeham Pilot RCA, Peintre (1898)
- John Charles Pinhey RCA, Peintre (1860)
- Marius Gérald Plamondon RCA, Artiste verrier (1914)
- Antoine Sébastien Plamondon RCA, Peintre (1804)
- Joseph F. Plaskett RCA, Peintre (1918)
- Scott Plear RCA, Peintre (1952)
- Helga Plumb RCA, Architecte (1939)
- Susan A. Point RCA, Artiste multidisciplinaire (1952)
- Gilbert Poissant RCA, Céramiste (1952)
- Jane Ash Poitras RCA, Peintre (1953)
- Luther Pokrant RCA, Peintre (1947)
- Leslie Poole RCA, Peintre (1942)
- Paulassie Pootoogook RCA, Sculpteur (1927)
- Ed Porter RCA, Graveur
- Roland Poulin RCA, Sculpteur (1940)
- L. John Power RCA, Architecte (1816)
- Joseph William Power RCA, Architecte (1852)
- Peter Powning RCA, Céramiste (1949)
- Charles Edward Pratt RCA, Architecte (1911)
- Mary F.W. Pratt RCA, Peintre (1935)
- J. Christopher Pratt RCA, Peintre (1935)
- Mark Prent RCA, Sculpteur (1947)
- Robert Prévost RCA, Designer de costumes et de décors de théâtre (1928)
- Margaret Priest RCA, Peintre (1944)
- Addison Winchell Prince RCA, Peintre (1907)
- Arthur Donald Prince RCA, Sculpteur
- Mary Prittie RCA, Peintre (1908)
- Don Proch RCA, Sculpteur (1944)
- Victor M. Prus RCA, Architecte (1917)
- Teresa Przybylski RCA, Designer de costumes et de décors de théâtre (1949)
- Henry C. Purdy RCA, Peintre (1937)

## Q
- Andrew Qappik RCA, Graveur (1964)

## R
- David G. Rabinowitch RCA, Sculpteur (1945)
- Nina Raginsky RCA, Photographe (1941)
- Herbert Raine RCA, Graveur (1875)
- Hedley Graham James Rainnie RCA, Peintre (1914)
- Alexander Rankin RCA, Architecte (1939)
- William Raphael RCA, Peintre (1833)
- Frederick James Rastrick RCA, Architecte (1897)
- Maurice Raymond RCA, Peintre (1912)
- Leslie Rebanks RCA, Architecte (1927)
- Walter Redinger RCA, Sculpteur (1940)
- John Reeve RCA, Sculpteur (1929)
- John A. Reeves RCA, Photographe (1938)
- Duncan Regehr RCA, Peintre (1953)
- Donald K. Reichert RCA, Peintre (1932)
- William Ronald (Bill) Reid RCA, Sculpteur (1920)
- Mary Augusta Hiester Reid RCA, Peintre (1854)
- Robert Reid RCA, Designer graphique
- George Agnew Reid RCA, Peintre (1860)
- Richard Reid RCA, Peintre (1930)
- Leslie M. Reid RCA, Peintre (1947)
- Reinhard Reitzenstein RCA, Sculpteur (1949)
- William Revell RCA, Peintre (1830)
- Lili Richard RCA, Peintre (1938)
- Cecil Clarence Richards RCA, Sculpteur (1907)
- Frances Elwood Richards RCA, Peintre (1852)
- Catherine Richards RCA, Artiste en nouveaux médias
- Jean-Claude Rinfret RCA, Designer de costumes et de décors de théâtre
- John Eric Benson Riordon RCA, Peintre (1906)
- Milly Ristvedt RCA, Peintre (1942)
- Samuel Douglas Ritchie RCA, Architecte (1887)
- Roderick Robbie RCA, Architecte (1928)
- Gilles Robert RCA, Designer graphique (1929)
- William Griffiths Roberts RCA, Peintre (1921)
- William Goodridge Roberts RCA, Peintre (1904)
- Ann Roberts RCA, Céramiste (1936)
- Thomas Keith Roberts RCA, Peintre (1909)
- Albert Henry Robinson RCA, Peintre (1881)
- Ernst Roch RCA, Designer graphique (1928)
- Danièle Rochon RCA, Peintre (1946)
- Paul A. Rockett RCA, Photographe (1919)
- Kenneth H. Rodmell RCA, Designer graphique (1934)
- Otto D. Rogers RCA, Peintre (1935)
- Jean-Daniel Rohrer RCA, Peintre (1960)
- Laurie Rolland RCA, Céramiste (1952)
- Joseph Thomas Rolph RCA, Peintre (1831)
- Ernest Ross Rolph RCA, Architecte (1871)
- William Ronald RCA, Peintre (1926)
- Fay Rooke RCA, Émailliste (1934)
- Isobel Rorick RCA, Tisseur de paniers (1955)
- Arthur Dominique Rosaire RCA, Peintre (1879)
- Janet Rosenberg RCA, Architecte paysager (1951)
- Joseph Rosenthal RCA, Sculpteur (1921)
- Fred Ross RCA, Peintre (1927)
- Mariette Rousseau-Vermette RCA, Artiste en textiles (1926)
- Claude Roussel RCA, Sculpteur (1930)
- Douglas C. Rowland RCA, Architecte (1921)
- Jean-Marie Roy RCA, Architecte (1925)
- Stanley Royle RCA, Peintre (1889)
- William H. Ruel RCA, Peintre
- John A. Russell RCA, Architecte (1907)
- George Horne Russell RCA, Peintre (1861)
- Silvio Russo RCA, Sculpteur (1940)
- Erica Rutherford RCA, Peintre (1923)

## S
- Carole Sabiston RCA, Artiste en textiles (1939)
- Moshe Safdie RCA, Architecte (1938)
- Pitaloosie Saila RCA, Graveur (1942)
- Pauta Saila RCA, Sculpteur (1916)
- Joseph Saint-Charles RCA, Peintre (1868)
- Louise Doucet Saito RCA, Sculpteur (1938)
- Satoshi Saito RCA, Sculpteur (1935)
- Joseph Ernest Sampson RCA, Peintre (1887)
- J. Henry Sandham RCA, Peintre (1842)
- Allen Sapp RCA, Peintre (1929)
- Gilles Saucier RCA, Architecte (1958)
- Paul-Émile Saulnier RCA, Artiste en installations (1948)
- Roger Savage RCA, Peintre (1941)
- Roméo Savoie RCA, Peintre (1928)
- Maurice Savoie RCA, Céramiste (1930)
- Robert Savoie RCA, Peintre (1939)
- George Sawchuk RCA, Sculpteur (1927)
- Charles Jewett Saxe RCA, Architecte (1870)
- Henry Saxe RCA, Sculpteur (1937)
- Carl Fellman Schaefer RCA, Peintre (1903)
- Oswald K. Schenk RCA, Peintre (1914)
- Tony Scherman RCA, Peintre (1950)
- Carol Schiffleger RCA, Graveur (1937)
- Hans Schleeh RCA, Sculpteur (1928)
- Jean-Paul Schoeler RCA, Architecte (1923)
- Norbert Schoenauer RCA, Architecte (1923)
- Charlotte M. B. M. Schreiber RCA, Peintre (1834)
- John Andrew Schweitzer RCA, Peintre (1952)
- Francesco Saverio Sciortino RCA, Sculpteur (1875)
- Marian Dale Scott RCA, Peintre (1906)
- Thomas Seaton Scott RCA, Architecte (1836)
- Adam Sherriff Scott RCA, Peintre (1887)
- Charles Hepburn Scott RCA, Peintre (1887)
- Robert Austin Scott RCA, Peintre (1941)
- Cynthia Scott RCA, Cinématographe (1939)
- Henry Sears RCA, Architecte (1929)
- Michael William Semak RCA, Photographe
- Gerald L. Sevier RCA, Illustrateur (1934)
- Aqjangajuk Shaa RCA, Sculpteur (1937)
- Toonoo Sharkey RCA, Sculpteur (1970)
- David Shennan RCA, Architecte (1880)
- Reginald Shirley Moore Shepherd RCA, Peintre (1924)
- Helen P. Shepherd RCA, Peintre (1923)
- Charles Grey Shepherd RCA, Designer industriel (1926)
- Peter Clapham Sheppard RCA, Peintre (1882)
- William Albert Sherwood RCA, Peintre (1855)
- Brigitte Shim RCA, Architecte (1958)
- Arnold Shives RCA, Graveur (1943)
- Leonard Eldon Shore RCA, Architecte (1902)
- Edward Scrope Shrapnel RCA, Peintre (1920)
- Ron Shuebrook RCA, Peintre (1943)
- Edward Buckingham Shuttleworth RCA, Peintre (1842)
- Herbert Johannes Josef Siebner RCA, Peintre
- Claude A. Simard RCA, Peintre (1943)
- Benoît Simard RCA, Peintre (1942)
- Francine Simonin RCA, Peintre (1936)
- Henry John Simpkins RCA, Peintre (1906)
- Charles Walter Simpson RCA, Peintre (1878)
- Lorne Simpson RCA, Architecte (1947)
- Robert W. Sinclair RCA, Peintre (1939)
- Judy Singer RCA, Peintre (1951)
- Rebecca J. Sisler RCA, Sculpteur (1932)
- Gary P. Slipper RCA, Peintre (1934)
- C. William Sloan RCA, Designer industriel (1929)
- John Sloan RCA, Sculpteur (1891)
- Paul Sloggett RCA, Peintre (1950)
- Leslie E. (Sam) Smart RCA, Designer graphique (1921)
- Neville Smith RCA, n 1939
- George F. Smith RCA
- John Roxburgh Smith RCA, Architecte (1883)
- Ernest John Smith RCA, Architecte (1919)
- William Saint Thomas Smith RCA, Peintre (1862)
- Ann Smith RCA, Peintre (1946)
- Gord Smith RCA, Sculpteur (1937)
- Gordon A. Smith RCA, Peintre (1919)
- Jori Smith RCA, Peintre (1907)
- Peter J. Smith RCA, Architecte (1936)
- Thomas R Smith RCA, Céramiste (1933)
- James Avon Smith RCA, Architecte (1832)
- John H.T. Snow RCA, Peintre (1911)
- Michael J.A. Snow RCA, Peintre (1929)
- William Lyon Somerville RCA, Architecte (1886)
- Kye-Yeon Son RCA, Artiste du métal (1957)
- David Sorensen RCA, Peintre (1937)
- Jeffery Spalding RCA, Peintre (1951)
- Fiona Spalding-Smith RCA, Photographe (1945)
- Ronald John Spickett RCA, Peintre
- Keith Spratley RCA, Architecte (1930)
- Henry Sproatt RCA, Architecte (1866)
- Gerald Squires RCA, Peintre (1937)
- James Stadnick RCA, Photographe (1946)
- Joanna Staniszkis RCA, Artiste en textiles (1944)
- Lisa Steele RCA, Artiste vidéo (1947)
- A. S. Steele RCA, Architecte (1890)
- Tobie Steinhouse RCA, Graveur (1925)
- Dorothy Stevens RCA, Peintre (1888)
- Michael M. Stewart RCA, Designer industriel (1940)
- Clair Stewart RCA, Designer graphique (1910)
- Donald Campbell Stewart RCA, Sculpteur
- William Stewart RCA, Architecte
- Louis Stokes RCA, Sculpteur (1941)
- Peter J. Stokes RCA, Architecte (1926)
- William George Storm RCA, Architecte (1826)
- Jennifer Stowell RCA, Illustrateur (1919)
- James C. Strasman RCA, Architecte (1937)
- Walter Reginald Strickland RCA, Architecte (1841)
- Richard A. Strong RCA, Architecte paysager (1930)
- James W. Strutt RCA, Architecte (1924)
- Donald Stuart RCA, Artiste du métal (1944)
- Eva Stubbs RCA, Sculpteur (1925)
- Martha Sturdy RCA, Sculpteur (1942)
- Jeremy Sturgess RCA, Architecte (1949)
- Rudolf Stussi RCA, Peintre (1947)
- Shin Sugino RCA, Photographe (1946)
- Françoise Sullivan RCA, Peintre (1925)
- Yoshiko Sunahara RCA, Sculpteur (1939)
- Philip Henry Howard Surrey RCA, Peintre (1910)
- Howard Sutcliffe RCA, Architecte (1958)
- Marc-Aurèle de Foy Suzor-Côté RCA, Peintre (1869)
- Aiko Suzuki RCA, Artiste en techniques mixtes (1937)
- Roslyn S. Swartzman RCA, Graveur (1931)
- Michel Swift RCA, Designer industriel (1952)
- George Swinton RCA, Peintre (1911)
- William Limbery Symons RCA, Architecte (1862)
- Gabor Szilasi RCA, Photographe (1928)

## T
- Eugène-Étienne Taché RCA, Province non spécifiée (1836)
- Kryn Taconis RCA, Photographe (1918)
- Ernestine Tahedl RCA, Artiste verrier (1940)
- Giles Talbot Kelly RCA, Designer graphique (1929)
- Otis K. Tamasaukas RCA, Graveur (1947)
- Takao Tanabe RCA, Peintre
- Antonio Tascona RCA, Peintre (1926)
- Samuel Tata RCA, Photographe (1911)
- Armand Tatossian RCA, Peintre (1951)
- Philip Tattersfield RCA, Architecte paysager (1917)
- Frederick Bourchier Taylor RCA, Peintre (1906)
- Jocelyn Taylor RCA, Peintre (1899)
- Sir Andrew Thomas Taylor RCA, Architecte (1850)
- Stephen Taylor RCA, Artiste verrier (1940)
- Robert R. Taylor RCA, Photographe (1940)
- Carroll Taylor-Lindoe RCA, Peintre (1948)
- Arto Tchakmaktchian RCA, Sculpteur (1933)
- Stephen Teeple RCA, Architecte (1954)
- Louis Temporale RCA, Sculpteur (1909)
- David A. Thauberger RCA, Peintre (1948)
- Roger François Thépot RCA, Peintre (1925)
- André Théroux RCA, Designer graphique (1938)
- Vivian Thierfelder RCA, Peintre (1949)
- Bing W. Thom RCA, Architecte (1940)
- Ronald Thom RCA, Architecte (1923)
- Lionel Arthur John Thomas RCA, Province non spécifiée (1915)
- William Tutin Thomas RCA, Architecte (1892)
- Jeff Thomas RCA, Photographe (1956)
- Ernest Evan Seton Thompson RCA, Peintre (1860)
- Scott Thornley RCA, Designer graphique (1943)
- Peter Muschamp Thornton RCA, Architecte (1916)
- Diana Thornycroft RCA, Photographe (1956)
- Eric Till RCA, Cinématographe (1929)
- Osvald Timmas RCA, Peintre (1919)
- George Campbell Tinning RCA, Peintre (1910)
- Hubert Tison RCA, Designer graphique (1937)
- Joanne Tod RCA, Peintre (1953)
- Barbara Todd RCA, Artiste en textiles (1952)
- Victor Tolgesy RCA, Sculpteur (1928)
- Kim Tomczak RCA, Artiste vidéo (1952)
- Gentile Tondino RCA, Peintre (1923)
- Gerald E. Tooke RCA, Artiste verrier (1930)
- William Thurston Topham RCA, Peintre (1888)
- Beverley Tosh RCA, Peintre (1948)
- Margaret Toulmin RCA, Sculpteur (1916)
- Fernand Toupin RCA, Peintre (1930)
- Serge Tousignant RCA, Photographe (1942)
- Claude Tousignant RCA, Peintre (1932)
- Vincent M. Tovell RCA, Cinématographe (1922)
- Harold Barling Town RCA, Peintre (1924)
- Samuel Hamilton Townsend RCA, Architecte (1856)
- Richard-Max Tremblay RCA, Photographe (1952)
- Leslie J. Trevor RCA, Designer graphique (1907)
- Yves Trudeau RCA, Sculpteur (1930)
- Tony Tudin RCA, Artiste en textiles
- Ruth Tulving RCA, Graveur (1932)
- Ooviloo Tunnille RCA, Sculpteur (1949)
- Stanley Francis Turner RCA, Peintre (1883)
- Richard Julian Turner RCA, Sculpteur (1936)
- Marion Tuu'uq RCA, Province non spécifiée (1910)
- John Tyson RCA, Designer industriel (1942)

## U
- David Umholtz RCA, Graveur (1943)
- David Urban RCA, Peintre (1966)
- Tony Urquhart RCA, Peintre (1934)

## V
- L. Fred Valentine RCA, Architecte (1939)
- Andrew Valko RCA, Peintre (1957)
- Hugh Vallance RCA, Architecte (1866)
- Thelma S.A. Van Alstyne RCA, Peintre (1913)
- Emiel G. van der Meulen RCA, Architecte (1928)
- Blanche Lemco van Ginkel RCA, Architecte (1923)
- H.P. Daniel van Ginkel RCA, Architecte (1920)
- François van Luppen RCA, Sculpteur (1838)
- Frederick Horsman Varley RCA, Peintre (1881)
- Don Vaughan RCA, Architecte paysager (1937)
- Bill Vazan RCA, Artiste environnemental (1933)
- Joseph-Richard Veilleux RCA, Peintre (1948)
- Claude Vermette RCA, Designer industriel (1930)
- Frederick Arthur Verner RCA, Peintre (1836)
- Ken Vickerson RCA, Artiste du métal (1958)
- Roger Vilder RCA, Sculpteur (1938)
- Barbara Vogel RCA, Architecte (1945)
- Jacek Vogel RCA, Architecte (1946)
- Carl Henry von Ahrens RCA, Peintre (1863)
- Monique Voyer RCA, Peintre (1928)

## W
- Marion Wagschal RCA, Peintre (1943)
- Carol Wainio RCA, Peintre (1955)
- R. Barry Wainwright RCA, Peintre (1935)
- Wendy Walgate RCA, Céramiste (1952)
- Robert Walker RCA, Photographe (1945)
- Horatio Walker RCA, Peintre (1858)
- George Walker RCA, Designer de livres (1960)
- George B. Wallace RCA, Sculpteur (1920)
- Christopher Wallis RCA, Artiste verrier (1930)
- Esther Warkov RCA, Peintre (1941)
- Peter N. Warren RCA, Architecte (1933)
- Mackenzie Waters RCA, Architecte (1894)
- Homer Ransford Watson RCA, Peintre (1855)
- Sydney Hollinger Watson RCA, Peintre (1911)
- Henry Robertson (Robin) Watt RCA, Peintre (1896)
- John William Hurrell Watts RCA, Province non spécifiée (1850)
- Charles Jones Way RCA, Peintre (1835)
- George Webber RCA, Photographe (1952)
- Gustav Oswald Weisman RCA, Province non spécifiée (1926)
- Eric Wesselow RCA, Artiste verrier (1911)
- James L. Weston RCA, Peintre (1815)
- William Percy Weston RCA, Peintre (1879)
- Robert Reginald Whale RCA, Peintre (1805)
- Orson Shorey Wheeler RCA, Sculpteur (1902)
- George Harlow White RCA, Peintre (1817)
- Tim Whiten RCA, Sculpteur (1941)
- Irene Whittome RCA, Sculpteur (1942)
- Paul Giovanni Wickson RCA, Peintre (1860)
- Catherine Widgery RCA, Sculpteur (1953)
- Joyce Wieland RCA, Peintre (1931)
- Clifford Wiens RCA, Architecte (1926)
- Henry Ross Wiggs RCA, Architecte (1895)
- Sally Wildman RCA, Peintre (1939)
- Jack Wilkinson RCA, Peintre (1927)
- Yvonne Williams RCA, Artiste verrier (1903)
- Terence Williams RCA, Architecte (1942)
- Albert Curtis Williamson RCA, Peintre (1867)
- John Thompson Willing RCA, Province non spécifiée (1860)
- Ronald York Wilson RCA, Peintre (1907)
- P. Roy Wilson RCA, Architecte (1903)
- Charlotte Wilson-Hammond RCA, Peintre (1941)
- Emma S. Windeat RCA, Peintre (1926)
- Richard Cunningham Windeyer RCA, Architecte (1830)
- William Arthur Winter RCA, Peintre (1909)
- Jack Marlowe Wise RCA, Peintre (1928)
- Alan Wood RCA, Peintre (1935)
- Susan Wood RCA, Designer graphique (1953)
- Elizabeth Wyn Wood RCA, Sculpteur (1903)
- Percy Franklin Woodcock RCA, Peintre (1855)
- Hilda Woolnough RCA, Graveur (1934)
- Florence Wyle RCA, Sculpteur (1881)
- Alexander John Wyse RCA, Peintre (1938)

## Y
- Chris Yaneff RCA, Designer graphique (1928)
- Walter Hawley Yarwood RCA, Sculpteur (1917)
- Norman Yates RCA, Peintre (1923)
- Robert Young RCA, Peintre (1938)
- Hoo Sing Yuen RCA, Sculpteur (1908)

## Z
- Badanna B. Zack RCA, Sculpteur (1933)
- Eberhard Zeidler RCA, Architecte (1926)
- Edward J. Zelenak RCA, Sculpteur (1940)
- Boris Ernest Zerafa RCA, Architecte (1933)
- George S. Zimbel RCA, Photographe (1929)
- Malgorzata Zurakowska RCA, Graveur (1952)
- Jekabs Zvilna RCA, Designer graphique (1914)